# Nagykanizsa
Nagykanizsa (niem. Großkirchen, Groß-Kanizsa, tur. Kanije, serb. Velika Kanjiža / Велика Кањижа) – miasto na Węgrzech (49,85 tys. mieszkańców w I 2011) w komitacie Zala na południowym zachodzie kraju.
Ośrodek przemysłu naftowego (po odkryciu pobliskich złóż ropy naftowej w latach 30. XX wieku). W mieście jest stacja kolejowa Nagykanizsa.

## Historia

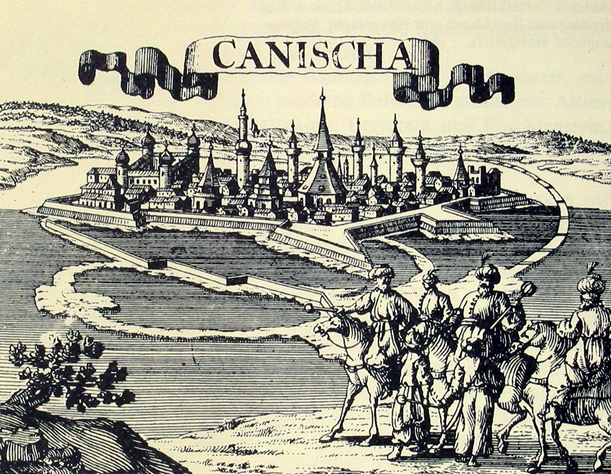
Miasto w czasie oblężenia przez Turków w 1600 r.

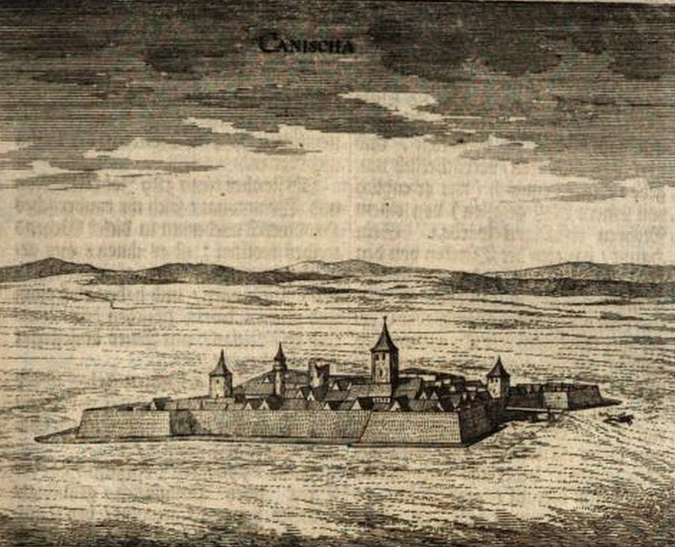
Nagykanizsa według grafiki z dzieła Janeza Vajkarda Valvasora pt. Die Ehre des Herzogthums Crain z 1689 r.

Miejscowość znana od średniowiecza, pierwsza wzmianka z 1245 r. Na wysepce na rzece Kanizsa ród Kanizsai wybudował czworoboczny zamek obronny, przy którym rozwinęło się miasto. Osiągnęło ono szczyt swojego znaczenia w pierwszej poł. XVI w., kiedy było ważnym ośrodkiem handlu z Italią i Styrią. Obok Szigetváru Kanizsa była najważniejszą twierdzą na pd.-zach. ówczesnych Węgier.
Kiedy Turcy zajęli w 1571 r. zamek, mieszkańcy schronili się w ufortyfikowanym mieście, które zostało zajęte przez Turków dopiero w roku 1600. Zamek był siedzibą tureckiego wilajetu do 1690 roku. Po wycofaniu się Osmanów wiedeńska Rada Wojenna kazała w 1702 r. zniszczyć zamek, a do opustoszonego miasta zostali sprowadzeni nowi osadnicy z Niemiec, Chorwacji i Serbii.
W 1765 r. książę Lajos Batthyány, palatyn Węgier, sprowadził do miasta zakon pijarów, którzy założyli w nim wkrótce szkołę i znane później liceum. Po zniszczeniu miasta przez pożar w końcu XVIII wieku kolejne znaczne ożywienie gospodarcze nastąpiło w l. 1860. wraz z uruchomieniem linii kolejowej, łączącej Wiedeń i Budapeszt z Rijeką nad Morzem Adriatyckim. W 1895 r. założona wcześniej szkoła handlowa została przekształcona w uniwersytet. W okresie międzywojennym kolejnym impulsem do rozwoju było odkrycie pod miastem złóż ropy naftowej i gazu ziemnego.
W czasie II wojny światowej w Nagykanizsa utworzono kilka obozów internowania, w których przetrzymywano m.in. polskich uchodźców. W 1939 roku w obozie wojskowym przetrzymywano 250 polskich oficerów wojskowych, których wywieziono latem 1940. Oprócz obozu wojskowego w Nagykanizsa istniał także polski obóz internowania cywilów, w którym przebywało blisko 600 osób.

## Postacie związane z miastem
- Károly Kaán (1867-1940) – węgierski leśnik, pionier ochrony przyrody

## Miasta partnerskie
- Akka
- Covasna
- Čakovec
- Gleisdorf
- Kazanłyk
- Puchheim
- Salo
- Shijiazhuang